# Eliza O’Neill

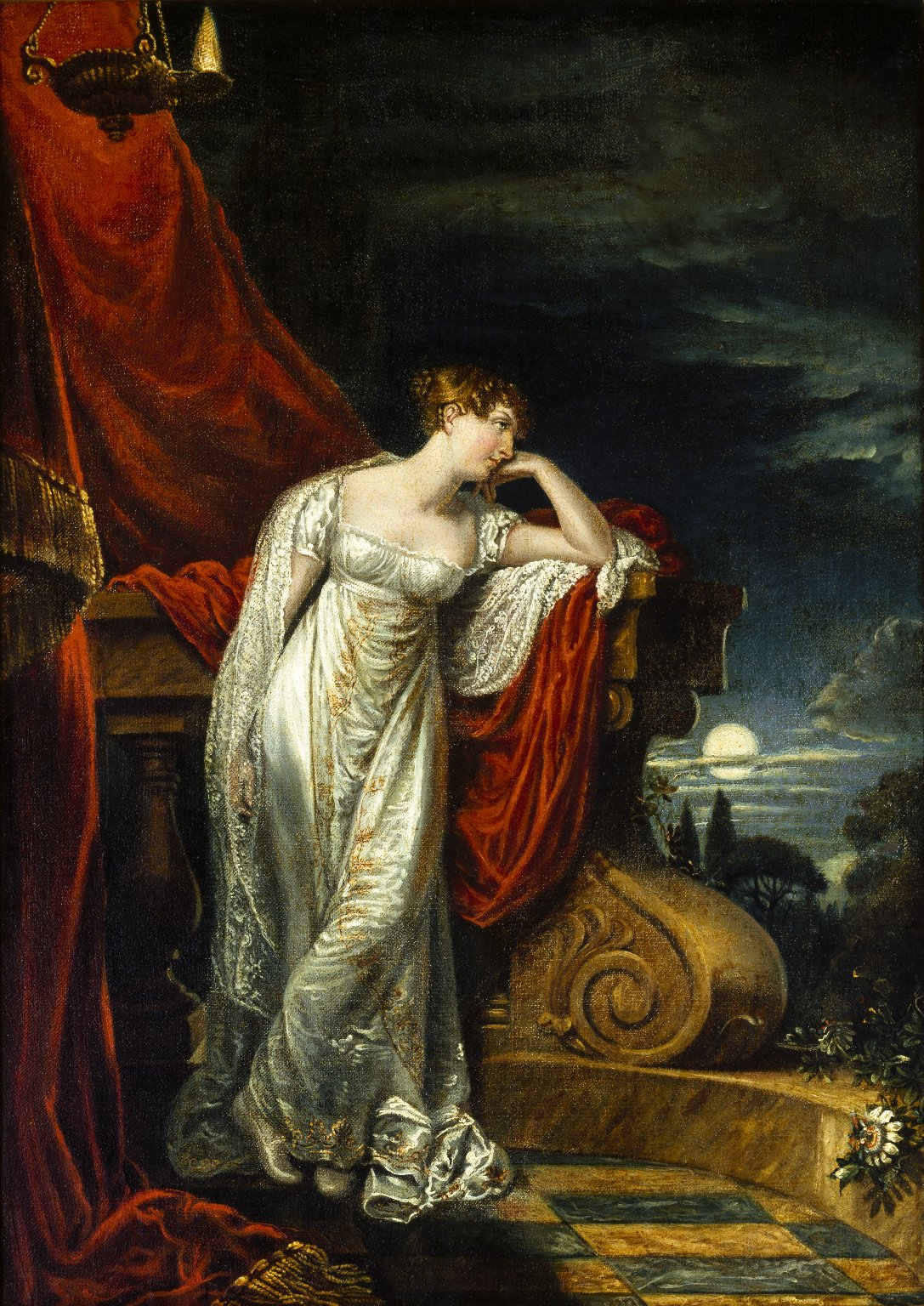
Study for Miss O’Neill as Juliet, um 1816

Eliza O’Neill (* 1791 in Drogheda; † 29. Oktober 1872) war eine irische Theaterschauspielerin.
Sie war Tochter eines irischen Theaterprinzipals und einer Schauspielerin. Sie debütierte 1811 am Crow Street Theatre in The Soldier’s Daughter von Andrew Cherry und wechselte 1814 nach London, wo sie am Covent Garden als Julia in Shakespeares Romeo und Julia sofort langanhaltenden Erfolg hatte und mit Sarah Siddons verglichen wurde. Fünf Jahre lang brillierte sie in komischen und besonders tragischen Rollen. Die deutschen Autoren Leopold Schefer und Fürst Hermann von Pückler-Muskau sahen sie in London als Julia auf der Bühne und erwähnen sie mehrfach rühmend, während sie Adelbert von Chamisso (in Portsmouth auf seiner Reise um die Welt) zu emphatisch vorkam.
Eliza O’Neill verließ die Bühne, als sie 1819 William Wrixon-Becher (1780–1850), 1818–1826 Unterhausabgeordneter für den irischen Wahlkreis Mallow, heiratete. Ihr Gatte wurde am 30. September 1831 als Baronet, of Ballygiblin in the County of Cork, geadelt. Sie starb 1872 und hinterließ mindestens einen Sohn, Sir Henry Wrixon-Becher, 2. Baronet (1826–1893).